# Rejon Ağsu
Rejon Ağsu (azer. Ağsu rayonu) – rejon w centralnym Azerbejdżanie.